# Billaea maritima
Billaea maritima là một loài ruồi trong họ Tachinidae.